# 冼村站
冼村站是广州地铁18号线的一个车站，以及13号线二期其中一个正在建设中的车站，位于中国广东省廣州市天河区黄埔大道西、体育东路和冼村路口东南侧，冼村地块内的地底。车站于2021年9月28日随18号线首通段开通而启用，并作为18号线北端临时终点站。

## 车站结构

### 車站樓層
本站目前共有三層，地面為车站各出入口，周边则为黃埔大道西、冼村路、冼村、恆大中心、維家思廣場、金澤大廈及其它建築；地下一層為站廳；地下二層為設備區；地下三層為18號線月台。
| 地下一层 | 站厅                       | 售票机、客服中心、警务室、商店、安检设施 |  |  |
| 地下二层 | 设备区                     | 车站设备                                 |  |  |
| 地下三层 | 1 站台                     | █18号线 万顷沙方向（下站：磨碟沙）       |  |  |
|          | 岛式站台（卫生间、母婴室） |                                          |  |  |
|          | 2 站台                     | █18号线 万顷沙方向（下站：磨碟沙）       |  |  |

### 站厅
冼村站站厅設有自动售票機及智能客務中心。

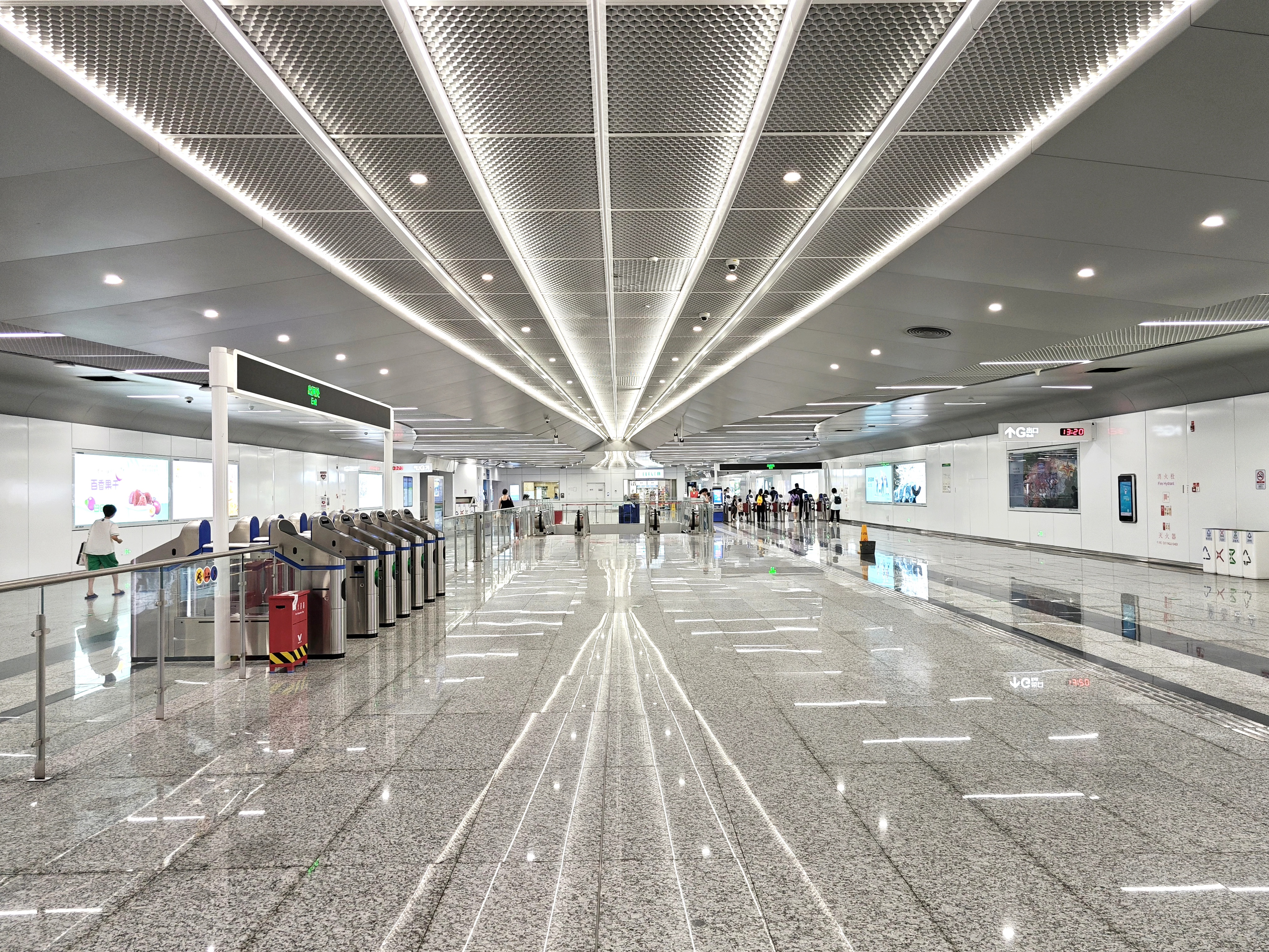
站厅

为方便行人进出，目前冼村站站厅西侧被划分为收费区，收费区内设有多组扶手电梯，楼梯和专用电梯可供乘客前往18号线站台。

### 月台

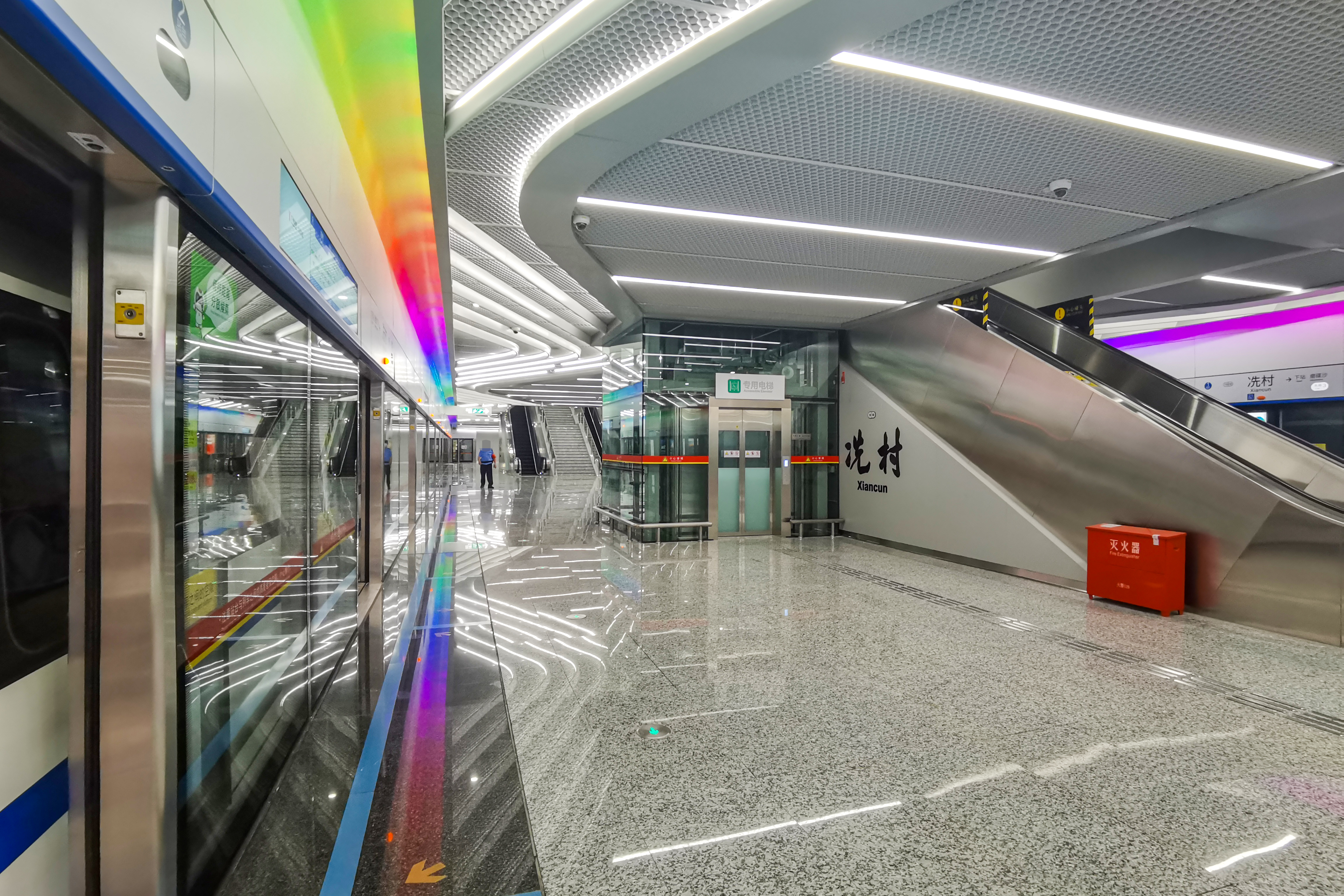
2号站台

本站18號線設有一個島式月台，位於冼村路地底。
18號線月台南側設有一組雙存車線，因本站作为18號線開通時的臨時終點站，故18號線列車会通過該組存車線進行站前折返。自2022年4月线路运行图调整后，快车会使用1号站台乘降，普通车使用2号站台乘降，而早晚高峰期亦会有部分普通车使用1站台乘降。
由于18號線月台北端為預留连通13号线月台的节点，本站的卫生间和母婴室设于18号线站台南端。

### 出入口
冼村站目前设有2个出入口供乘客进出，未来将增设E、F两个口供市民进出。
|                                           |                                                       |      |            |                                                                       |
| 编号                                      | 设施                                                  | 照片 | 出口指示   | 建议前往的目的地                                                      |
| B                                         | 盲道标志 · 升降机标志 · 无障碍通道标志 · 扶手电梯标志 |      | 黄埔大道西 | 冼村路 公交：冼村路北（地铁冼村站）（北行）、冼村站                   |
| G                                         | 扶手电梯标志                                          |      | 冼村路     | 中国农业银行广东省分行、广州银行 公交：冼村路北（地铁冼村站）（南行） |
| 註： 設有 \| 設有 \| 設有 \| 設有扶手電梯 |                                                       |      |            |                                                                       |

## 接驳交通
冼村站旁的冼村路设有冼村路北（地铁冼村站）公交车站。
| 公交线路 \| 编号 \| 编号 \| 线路 \| 线路 \| 线路 \| 收费 \| 备注 \| \| ---- \| ---- \| ---------------------- \| ---------------------- \| ---------------------- \| ---------------------- \| ---------------------- \| \| \| 11 \| 大元帅府 \| ⇆ \| 广州火车东站 \| 2元 \| \| \| \| 18 \| 体育中心 \| ⇆ \| 赤沙（广东财经大学） \| 2元 \| \| \| \| 45 \| 小洲 \| ⇆ \| 广州火车东站 \| 2元 \| \| \| \| 195 \| 广州火车东站 \| ⇆ \| 南洲路（小洲南路口） \| 2元 \| \| \| \| 230 \| 南边路 \| ⇆ \| 华工大 \| 3元 \| 使用双层巴士运营 \| \| \| 293 \| 华景新城 \| ⇆ \| 广卫路 \| 2元 \| \| \| \| 407 \| 已于2024年11月30日停办 \| 已于2024年11月30日停办 \| 已于2024年11月30日停办 \| 已于2024年11月30日停办 \| 已于2024年11月30日停办 \| \| \| 583 \| 员村一横路 \| ⇆ \| 芳村西塱 \| 3元 \| \| \| \| 886 \| 南悦花苑 \| ⇆ \| 珠江新城 \| 2元 \| \| \| \| 夜56 \| 广卫路 \| ⇆ \| 赤沙（广东财经大学） \| 3元 \| \| |      |                        |                        |                        |                        |                        |
| 编号 | 编号 | 线路                   | 线路                   | 线路                   | 收费                   | 备注                   |
| | 11   | 大元帅府               | ⇆                      | 广州火车东站           | 2元                    |                        |
| | 18   | 体育中心               | ⇆                      | 赤沙（广东财经大学）   | 2元                    |                        |
| | 45   | 小洲                   | ⇆                      | 广州火车东站           | 2元                    |                        |
| | 195  | 广州火车东站           | ⇆                      | 南洲路（小洲南路口）   | 2元                    |                        |
| | 230  | 南边路                 | ⇆                      | 华工大                 | 3元                    | 使用双层巴士运营       |
| | 293  | 华景新城               | ⇆                      | 广卫路                 | 2元                    |                        |
| | 407  | 已于2024年11月30日停办 | 已于2024年11月30日停办 | 已于2024年11月30日停办 | 已于2024年11月30日停办 | 已于2024年11月30日停办 |
| | 583  | 员村一横路             | ⇆                      | 芳村西塱               | 3元                    |                        |
| | 886  | 南悦花苑               | ⇆                      | 珠江新城               | 2元                    |                        |
| | 夜56 | 广卫路                 | ⇆                      | 赤沙（广东财经大学）   | 3元                    |                        |

## 历史

### 規劃
在13號線初期規劃時，並沒有冼村站。後來，因18號線在天河區的走線變更為行走珠江新城腹地的冼村路，故規劃13號線二期在現時位置增設冼村站，以實現和18號線的換乘。2017年，18號線和13號線二期一同作為第三期建設規劃線路獲得立項，冼村站得以落實設置並進行建設。

### 建設
为配合18号线车站建设，交管部门于2018年5月11日起对冼村路黄埔大道至金穗路之间东侧进行围蔽施工。
2020年11月28日，18号线车站的主体结构封顶，同年12月31日，18号线车站明挖段负一层顶板混凝土浇筑完成。
为配合13号线车站建设，建设单位于2021年2月27日晚23时起对黄埔大道南侧西往东方向辅道（冼村路至猎德大道段）进行围蔽施工，围蔽期间该路段只保留西往东方向公交车专用道，其它车辆需从其他道路绕行。

## 未來發展
在建的13號線於黃埔大道南側以及冼村地塊內地底设有冼村站，待13號線二期開通，本站13号线的站厅、站台以及与18号线换乘的大厅都将会启用。
13号线将設有一組同層的分離式月台，以島式月台的方式排列，位于18号线站台下方，与18号线月台大致呈一個垂直翻转「L」字型。本站站厅和東行站台采用明挖設計，西行站台采用暗挖設計，故連接站廳及13號線站台的扶梯全部設於東行站台一邊，而13号线站台西端将设有换乘节点以连接18号线站台。另外，13號線月台東側將設有一條單渡線。
13号线车站主体结构于2023年8月封顶。
未来车站结构
| 地下一层 | 出入口转换层               | 连接出入口及13号线站厅、安检设施         |  |  |
|          |                            |                                          |  |  |
|          | 換乘大廳                   | 來往 █13号线、█18号线 两线站廳           |  |  |
|          | 18号线站厅                 | 售票机、客服中心、警务室、商店、安检设施 |  |  |
| 地下二层 | 13号线站厅                 | 售票机、客服中心、警务室、安检设施       |  |  |
|          | 18号线设备区               | 车站设备                                 |  |  |
| 地下三层 | 13号线设备区               | 车站设备                                 |  |  |
|          | 3 站台                     | █18号线 花城街方向（下站：广州东站）     |  |  |
|          | 岛式站台（卫生间、母婴室） |                                          |  |  |
|          | 4 站台                     | █18号线 兴中方向（下站：磨碟沙）         |  |  |
|          | 換乘平台                   | 來往 █13号线、█18号线 两线站台           |  |  |
| 地下四层 | 2 站台                     | █13号线 朝阳方向（下站：花城广场北）     |  |  |
|          | 分离式站台                 |                                          |  |  |
|          |                            | 卫生间、母婴室；通道连接两侧站台         |  |  |
|          | 分离式站台                 |                                          |  |  |
|          | 1 站台                     | █13号线 新沙方向（下站：石牌南）         |  |  |